# Executive Airlines
Executive Airlines — региональная авиакомпания со штаб-квартирой в городе Каролина (Пуэрто-Рико), работавшая под брендом American Eagle Airlines магистральной авиакомпании США American Airlines.
Главным транзитным узлом (хабом) авиакомпании является Международный аэропорт имени Луиса Муньоса Марина, в качестве дополнительных хабов используются Международный аэропорт Майами и Международный аэропорт Даллас/Форт-Уэрт.

## История
Авиакомпания Executive Air Charter была образована в начале 1986 года и 15 сентября того же года заключила контракт с американским авиационным холдингом AMR Corporation на использование торговой марки региональных перевозок American Eagle Airlines. 7 декабря 1989 года компания была поглощена холдингом AMR Corporation и в настоящее время является его дочерним предприятием. По состоянию на март месяц 2007 года в Executive Airlines работало 2125 сотрудников.
В конце 2007 года корпорация AMR объявила о планах выделения Executive Airlines в самостоятельную авиакомпанию с собственным сертификатом эксплуатанта. Холдинг планировал схему работы авиакомпании в качестве независимого перевозчика, сохраняющего маршруты бренда American Eagle Airlines и всю маршрутную сеть в Северной Америке, странах Карибского бассейна и на Багамских островах. Однако впоследствии AMR в силу ряда факторов отказался от перспективы выделения Executive Airlines в отдельную структуру, главным образом по причине возникшей в области коммерческих авиаперевозок США тенденции к масштабным корпоративным слияниям (Delta Air Lines и Northwest Airlines, Continental Airlines и United Airlines).

## Маршрутная сеть
Компания осуществляла регулярные и чартерные пассажирские авиаперевозки по 50 пунктам назначения в странах Карибского бассейна, Соединённых Штатов Америки и Багамских островов. Среди них: Американские Виргинские Острова, Британские Виргинские острова, Барбадос, Мартиника, Гренада, Гваделупа, Доминика, Сент-Китс, Сент-Люсия, Доминиканская Республика.

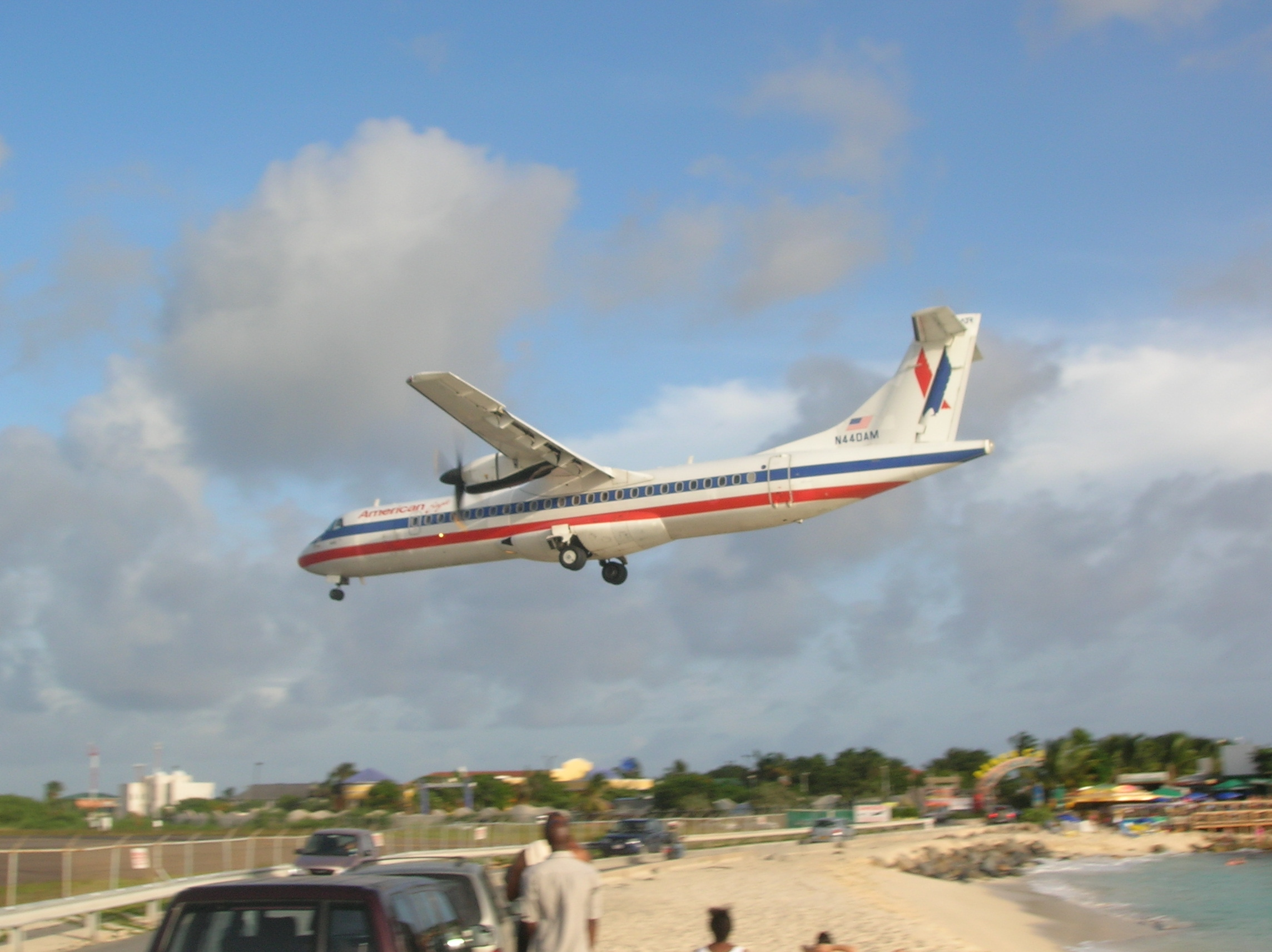
ATR 72-212 авиакомпании Executive Airlines в заходе на посадку в аэропорту Принцессы Юлианы (Синт-Маартен), 2006 год

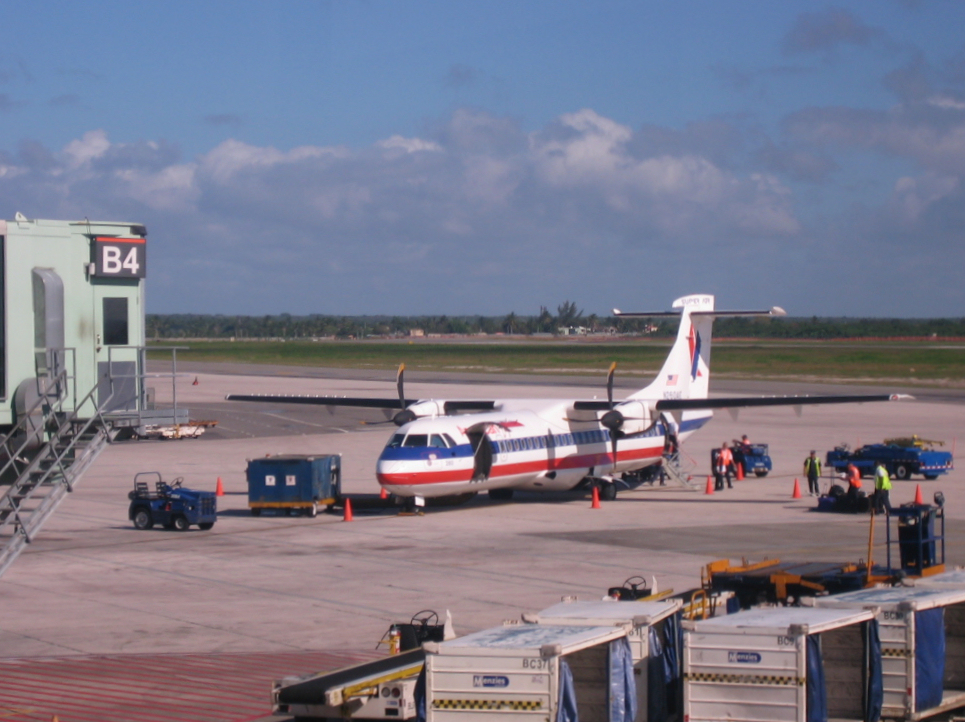
ATR-72 авиакомпании Executive Airlines в Международном аэропорту Лас-Америкас (Доминиканская Республика), 2008 год

## Флот
По состоянию на февраль 2008 года воздушный флот авиакомпании Executive Airlines составляли следующие самолёты:
| Тип самолёта    | В эксплуатации | Пассажирских мест (экономкласс) | Маршруты                   |
| ATR 72-212      | 27             | 64                              | Майами и Карибские острова |
| ATR 72-202/212A | 12             | 66                              | Из/в Даллас/Форт-Уэрт      |

## Авиапроисшествия и несчастные случаи
- 8 мая 1987 года, рейс 5452 Executive Airlines под брендом American Eagle Международный аэропорт имени Луиса Муньоса Марина (Сан-Хуан, Пуэрто-Рико) — Аэропорт имени Эухенио Мария де Остос (Маягуэс, Пуэрто-Рико). При выполнении посадки на короткую взлётно-посадочную полосу 09 аэропорта Маягуэс лайнер CASA C-212 выкатился за пределы ВПП, протаранил забор ограждения и остановился в нескольких десятках метров от полосы. Погибло два человека из шести (4 пассажира и 2 члена экипажа) находившихся на борту[7].
- 7 июня 1992 года, рейс Executive Airlines под брендом American Eagle Сан-Хуан — Маягуэс. При заходе на посадку в Аэропорт Маягуэс имени Эухенио Мария де Остос самолёт CASA C-212 потерял управление и разбился в 1,2 км от начала взлётно-посадочной полосы аэропорта. Погибли оба члена экипажа и все трое пассажиров на борту. Причиной катастрофы стало случайное перемещение РУДов вторым пилотом, в результате чего самолёт потерял управление и врезался носом в землю[8].
- 9 мая 2004 года, рейс 5401 Executive Airlines. При выполнении посадки в аэропорту Сан-Хуана командир самолёта ATR-72 не справился с управлением и допустил выкат воздушного судна за пределы взлётно-посадочной полосы. Семнадцать человек на борту получили травмы различной степени тяжести, однако фатальных последствий удалось избежать[9].
- 7 февраля 2008 года, рейс Executive Airlines под брендом American Eagle Международный аэропорт Лас-Америкас — Международный аэропорт имени Луиса Муньоса Марина, самолёт ATR-72-500. Вскоре после взлёта из аэропорта Лас-Америкас командир корабля сообщил на землю о возникших проблемах с работой правого двигателя и запросил аварийную посадку в Международном аэропорту Ла Романа (Доминиканская Республика). При подходе к аэропорту дым из правого двигателя уже начал поступать в кабину самолёта. Лайнер совершил экстренную посадку в Ла Романа, в результате инцидента пострадавших не оказалось.